# Circo (álbum)
Circo, também conhecido como XSPB 5, é o nono álbum de vídeo e o vigésimo sétimo álbum de estúdio da artista musical e apresentadora brasileira Xuxa. Lançado em 26 de setembro de 2004 pela Som Livre, este é o quinto álbum da coleção Só para Baixinhos e foi produzido por Ary Sperling.

## Desenvolvimento e produção
Inicialmente, o tema circense estava previsto para a segunda edição do "Xuxa Só para Baixinhos", mas a apresentadora decidiu guardá-lo para a quinta edição, permitindo assim "brincar" com as palavras "cinco" e "circo". Para compor este trabalho, foram realizados cinco meses de pesquisa musical sobre o tema. Ao todo, mais de 300 músicas foram ouvidas, resultando em uma pré-aprovação de 100 faixas por Vanessa Alves, responsável pelas versões musicais do projeto.
Na sequência, após uma segunda seleção, o número de músicas foi reduzido para 30. Após serem transformadas em versões em português, o repertório final contou com 20 canções. O figurino e a cenografia também passaram por um minucioso trabalho de pesquisa, sempre focado no lúdico. Foram confeccionados mais de 150 figurinos, 80 pares de sapatos, 76 chapéus e diversos outros itens, como gravatas, laços, flores, luvas e perucas.
As cenas das músicas "O Circo já Chegou", "Bichos", "Subindo, Descendo, Pirando" e "Pra Frente, Pra Trás" foram gravadas no Beto Carrero World, em Santa Catarina, além de contar com artistas circenses do Rio de Janeiro. Os instrumentos utilizados nas faixas incluíram bateria, baixo, violão, guitarra, piano, teclado, sintetizador, percussão, tuba, trombone, saxofone, trompete, flautim, clarinete, acordeão, entre outros. As filmagens do vídeo foram realizadas em abril de 2004.

## Lançamento e recepção
Circo foi lançado em 26 de setembro de 2004, inicialmente na versão "CD + VHS" e também em cassete, com o DVD sendo disponibilizado em novembro de 2004. O álbum foi remasterizado e relançado em CD em 2008 em uma versão econômica.
Em apenas uma semana, o projeto recebeu certificado de platina dupla pela Pro-Música Brasil, que também premiou o DVD com disco de diamante por ultrapassar 100 mil cópias.  Obteve o quinto lugar entre os discos mais comprados no Brasil, de acordo com a parada de discos da revista Época, na semana de 23 a 29 de novembro de 2005. A PMB o reconheceu como o 8.º CD mais comprado de 2004 e o 5º entres os DVDs do mesmo ano. As músicas mais populares incluem "O Circo já Chegou", "Piruetas" e, de maior sucesso, "Soco, Bate, Vira".

## Divulgação
Além da intensa divulgação no programa Xuxa no Mundo da Imaginação, onde o cenário foi completamente alterado algumas semanas antes do lançamento do disco, Xuxa também promoveu o projeto em outros programas da TV Globo, como Caldeirão do Huck e Domingão do Faustão.
Um single com a música "Subindo, Descendo, Pirando" e uma entrevista com Xuxa foram distribuídos para rádios de todo o Brasil. A revista Caras lançou uma mini-revista especial que apresentava curiosidades sobre toda a produção do projeto, incluindo uma entrevista com Xuxa, fotos e passatempos como caça-palavras e jogo dos sete erros.

### Turnê
Xuxa Circo foi a décima terceira turnê da apresentadora, baseada no álbum Circo. Os shows começaram no dia 13 de novembro de 2004, no Rio de Janeiro, e encerraram-se em 18 de dezembro de 2005, em São Paulo. A turnê também passou por cidades como Recife, Belo Horizonte, Porto Alegre, Curitiba, Goiânia e Brasília. Em junho de 2006, foi lançado o registro oficial da turnê, tornando-se a segunda turnê de Xuxa a ter um registro gravado.

## Lista de faixas
| N.º            | Título | Compositor(es) | Duração |  |
| 1.             | "O Circo Já Chegou" | Ary Sperling Vanessa Alves Maurício Gaetani | 1:38    |  |
| 2.             | "Há, Há, Há" (Laugh With Me!) | David Bernard Wolf Versão: Vanessa Alves | 1:48    |  |
| 3.             | "Subindo, Descendo, Pirando" (Get Up, Get Down, Go Crazy) | Glenn Bennett Versão: Vanessa Alves | 2:32    |  |
| 4.             | "Mexe, Mexe" (Wiggle Song) | J Levine Versão: Vanessa Alves Xuxa | 1:32    |  |
| 5.             | "Pra Frente, Pra Trás" (Jump Forward, Jump Back) | Chris Harriott Sarah Boot Versão: Vanessa Alves | 1:57    |  |
| 6.             | "O Jogo das Palmas" (The Clapping Song) | Philip A Parker Versão: Vanessa Alves | 2:14    |  |
| 7.             | "Teddy Rock" (The Body Rock) | Greg Scelsa Versão: Vanessa Alves | 2:34    |  |
| 8.             | "Txu Txutxucão" | Vanessa Alves Ary Sperling João Andrade | 1:59    |  |
| 9.             | "A Elefanta Bila Bilú" (Wiggerly Woo) | M Cochrane D. Spencer Versão: Vanessa Alves | 1:38    |  |
| 10.            | "O Palhacinho Atrapalhado" | Vanessa Alves Ary Sperling Rogério Meanda | 2:08    |  |
| 11.            | "Soco, Bate, Vira" | Vanessa Alves Ary Sperling | 1:49    |  |
| 12.            | "Pot-Pourri: Ta-Ra-Ra-Bum-Di-Ei / Três Ratinhos / O Grande Rei" (Ta-Ra-Ra-Boom-De-Ay), (Three Blind Mice) e (The Grand Old Duke Of York)                              | Tradicional - Arranjo e Adaptação: Vanessa Alves | 1:42    |  |
| 13.            | "Pot-Pourri: Quem Pegou o Biscoito? / Tic Tic Tac / Elefante Trombinha" ((Who Stole The Cookie From The Cookie Jar?), (Hickory, Dickory, Dock) e (Elefante Trompita)) | Tradicional - Arranjo e Adaptação: Vanessa Alves em "Quem Pegou o Biscoito?" e "Tic Tic Tac", Juan Alberto Ficchia Versão: Vanessa Alves em "Elefante Trombinha" | 1:15    |  |
| 14.            | "Pot-Pourri: A Chaleira / A Ram Sam Sam / Juca e Mel" (I'm a Little Teapot) e (Two Little Dickie Birds))                                                              | Tradicional - Arranjo e Adaptação: Vanessa Alves Xuxa Meneghel                                                                                                   | 1:33    |  |
| 15.            | "Eu Passo o Tênis" (Pass The Shoe) | Joe Francis Versão: Vanessa Alves Xuxa Meneghel | 1:29    |  |
| 16.            | "Bichos" (So Many Animals) | Chris Harriott Andrew Einspruch Versão: Vanessa Alves | 1:36    |  |
| 17.            | "Piruetas" (com Renato Aragão) | Sergio Bardotti Luís Enriquez Bacalov Chico Buarque | 2:22    |  |
| 18.            | "Um Lindo Arco-Íris" (The Rainbow Song) | Philip A Parker Versão: Vanessa Alves | 1:25    |  |
| 19.            | "Nosso Rosto" (One Fine Face) | Jeff Moss Versão: Vanessa Alves | 2:09    |  |
| 20.            | "É Hora do Banho" (Bathtime) | Raffi Debi Pike Versão: Vanessa Alves | 2:06    |  |
| 21.            | "Alguém" (Hold On; apenas voz de Sasha Meneghel Szafir) | Dave Cook Judy Mackenzie-dunn Versão: Vanessa Alves | 1:49    |  |
| 22.            | "O Mágico Mundo dos Cavalinhos" (The Wonderful Dreamland Merry-Go-Round)                                                                                              | David Jack Susan Jack Versão: Vanessa Alves | 2:17    |  |
| Duração total: | Duração total: | Duração total: | 40:20   |  |

| VHS e DVD      | |                                                                |         |  |
| N.º            | Título | Compositor(es)                                                 | Duração |  |
| 1.             | "Introdução" |                                                                | 1:25    |  |
| 2.             | "O Circo Já Chegou" | Ary Sperling Vanessa Alves Maurício Gaetani                    | 1:38    |  |
| 3.             | "Passagem (Números)" |                                                                | 0:21    |  |
| 4.             | "Bichos" (So Many Animals) | Chris Harriott Andrew Einspruch Versão: Vanessa Alves          | 1:36    |  |
| 5.             | "Três Ratinhos" (Three Blind Mice)                                                                                              | Tradicional - Arranjo e Adaptação: Vanessa Alves               | 0:27    |  |
| 6.             | "Há, Há, Há" (Laugh With Me!)                                                                                                   | David Bernard Wolf Versão: Vanessa Alves                       | 1:48    |  |
| 7.             | "O Grande Rei" (The Grand Old Duke Of York)                                                                                     | Tradicional - Arranjo e Adaptação: Vanessa Alves               | 0:28    |  |
| 8.             | "Subindo, Descendo, Pirando" (Get Up, Get Down, Go Crazy)                                                                       | Glenn Bennett Versão: Vanessa Alves                            | 2:32    |  |
| 9.             | "Passagem (Coelho e Palhaço: Piada da Zebra) + Outra Passagem (Vogais)"                                                         |                                                                | 0:40    |  |
| 10.            | "Mexe, Mexe" (Wiggle Song) | J Levine Versão: Vanessa Alves Xuxa                            | 1:32    |  |
| 11.            | "Passagem (Sonho do Txutxucão)"                                                                                                 | J Field                                                        | 1:11    |  |
| 12.            | "Txu Txutxucão" | Vanessa Alves Ary Sperling João Andrade                        | 2:08    |  |
| 13.            | "Passagem (Desenho: Sorvete)"                                                                                                   |                                                                | 0:14    |  |
| 14.            | "Pra Frente, Pra Trás" (Jump Forward, Jump Back)                                                                                | Chris Harriott Sarah Boot Versão: Vanessa Alves                | 2:00    |  |
| 15.            | "Tic-Tic-Tac" (Hickory, Dickory, Dock)                                                                                          | Tradicional - Arranjo e Adaptação: Vanessa Alves               | 0:18    |  |
| 16.            | "O Jogo das Palmas" (The Clapping Song)                                                                                         | Philip A Parker Versão: Vanessa Alves                          | 2:16    |  |
| 17.            | "Teddy Rock" (The Body Rock) | Greg Scelsa Versão: Vanessa Alves                              | 3:01    |  |
| 18.            | "A Ram Sam Sam" | Tradicional - Arranjo e Adaptação: Vanessa Alves Xuxa Meneghel | 0:41    |  |
| 19.            | "Soco, Bate, Vira" | Vanessa Alves Ary Sperling                                     | 1:49    |  |
| 20.            | "Passagem (Palhaço cantando Ta-Ra-Ra-Bum-Di-Ei)"                                                                                |                                                                | 1:25    |  |
| 21.            | "Ta-Ra-Ra-Bum-Di-Ei" (Ta-Ra-Ra-Boom-De-Ay)                                                                                      | Tradicional - Arranjo e Adaptação: Vanessa Alves               | 0:57    |  |
| 22.            | "Elefante Trombinha" (Elefante Trompita)                                                                                        | Juan Alberto Ficchia Versão: Vanessa Alves                     | 0:33    |  |
| 23.            | "A Elefanta Bila Bilú" (Wiggerly Woo)                                                                                           | M Cochrane D. Spencer Versão: Vanessa Alves                    | 1:40    |  |
| 24.            | "Passagem (Coelho e Palhaço: Piada do Elefante)"                                                                                |                                                                | 0:20    |  |
| 25.            | "Quem Pegou o Biscoito" (Who Stole The Cookie From The Cookie Jar?)                                                             | Tradicional - Arranjo e Adaptação: Vanessa Alves               | 1:01    |  |
| 26.            | "Um Lindo Arco-Íris" (The Rainbow Song)                                                                                         | Philip A Parker Versão: Vanessa Alves                          | 1:27    |  |
| 27.            | "Passagem (Fantoches de Palhaços Sapateando)"                                                                                   |                                                                | 0:27    |  |
| 28.            | "Nosso Rosto" (One Fine Face)                                                                                                   | Jeff Moss Versão: Vanessa Alves                                | 2:10    |  |
| 29.            | "Passagem (Desenho: Pipoca)" |                                                                | 0:18    |  |
| 30.            | "Eu Passo o Tênis" (Pass The Shoe)                                                                                              | Joe Francis Versão: Vanessa Alves Xuxa Meneghel                | 0:56    |  |
| 31.            | "Passagem (Coelho)" |                                                                | 0:16    |  |
| 32.            | "O Palhacinho Atrapalhado" | Vanessa Alves Ary Sperling Rogério Meanda                      | 2:15    |  |
| 33.            | "Passagem (Atrapalhar)" |                                                                | 0:23    |  |
| 34.            | "Piruetas" (com Renato Aragão)                                                                                                  | Sergio Bardotti Luís Enriquez Bacalov Chico Buarque            | 2:56    |  |
| 35.            | "A Chaleira" (I'm a Little Teapot)                                                                                              | Tradicional - Arranjo e Adaptação: Vanessa Alves Xuxa Meneghel | 0:20    |  |
| 36.            | "É Hora do Banho" (Bathtime) | Raffi Debi Pike Versão: Vanessa Alves                          | 2:11    |  |
| 37.            | "Juca e Mel" (Two Little Dickie Birds)                                                                                          | Tradicional - Arranjo e Adaptação: Vanessa Alves               | 0:38    |  |
| 38.            | "Alguém" (Hold On; apenas voz de Sasha Meneghel Szafir)                                                                         | Dave Cook Judy Mackenzie-dunn Versão: Vanessa Alves            | 1:50    |  |
| 39.            | "O Mágico Mundo dos Cavalinhos" (The Wonderful Dreamland Merry-Go-Round)                                                        | David Jack Susan Jack Versão: Vanessa Alves                    | 2:17    |  |
| 40.            | "Créditos" ("O Trapezista" (Instrumental) e "Alguém" (versão estendida por Sasha Meneghel Szafir, Maria Mariana e Luma Antunes) |                                                                | 3:43    |  |
| Duração total: | Duração total: | Duração total:                                                 | 53:44   |  |

## Créditos e equipe
- Direção Artística: Xuxa Meneghel
- Produzido por: Ary Sperling
- Preparação vocal (Xuxa): Ângela de Castro
- Mixagem: Discover Studio (Rio de Janeiro, Brasil)
- Engenheiros de Gravação: Val Andrade e Ary Sperling
- Engenheiro de Masterização: Evren Goknar
- Masterização: Capitol Mastering (Los Angeles, USA)
- Coordenação Musical: Vanessa Alves
- Gravado no estúdio: Viva Voz Studio (Rio de Janeiro, Brasil)
- Engenheiro de mixagem: Guilherme Reis, Arranjos, Regência
- Vozes-guia para Xuxa: Vanessa Alves
- Voz-guia (música "Alguém"): Ana Cecília Calderón
- Participação especial (música "Piruetas"): Renato Aragão

## Desempenho comercial
| Tabela musical (2005–06) | Melhor posição |
| ------------------------ | -------------- |
| Brasil (Época) CD        | 6              |
| Brasil (Época) CD+VHS    | 3              |

| País — Tabela musical (2005)   | Posição |
| ------------------------------ | ------- |
| Brasil (Pro-Música Brasil)     | 8       |
| Brasil (Pro-Música Brasil) DVD | 5       |

| Região                                                                                             | Certificação | Vendas   |
| -------------------------------------------------------------------------------------------------- | ------------ | -------- |
| Brasil (Pro-Música Brasil) DVD                                                                     | Diamante     | 100,000* |
| Brasil (Pro-Música Brasil) CD/ÁLBUM                                                                | 2x Platina   | 250,000* |
| Brasil (Pro-Música Brasil) KIT(CD+VHS                                                              | Ouro         | 150,000* |
| *números de vendas baseados somente na certificação ^distribuições baseadas apenas na certificação |              |          |

## Histórico de lançamento
| Região | Data                   | Formato(s) | Gravadora(s) | Referência(s) |
| ------ | ---------------------- | ---------- | ------------ | ------------- |
| Brasil | 26 de setembro de 2004 | CD VHS     | Som Livre    |               |
| Brasil | Novembro de 2004       | DVD        | Som Livre    |               |